# گلوبو فیلمز
گلوبو فیلمز (انگلیسی: Globo Filmes) شرکت فیلم‌سازی برزیلی است، که در سال ۱۹۹۸ تأسیس شد.